# 신치정
신치정(일본어: 新地町 신치마치[*])은 일본 후쿠시마현 소마군의 정이다.

## 지리
후쿠시마현 하마도리의 최북단, 소마군의 최북단에 있고 남북으로 가로지르는 국도 6호선이 정의 주요 도로이다. 정사무소는 정 북부의 조반선 신치역 부근에 있으며 도서관과 우체국 등의 중심 기능 몇 개가 점재한다.
몇 개의 하천이 동쪽으로 흘러 정을 횡단해 동쪽으로 접하는 태평양으로 흘러 들어간다. 남쪽으로 접하는 소마시와는 중요 항만 소마항을 공유해 항구의 북쪽 부두 부분이 정역에 포함된다. 정의 서단은 400m 정도의 구릉으로 미야기현 이구군 마루모리정과 접한다. 북쪽으로 접하는 미야기현 와타리군과는 거리도 가까워 교류도 깊다.
번정 시대 당시 센다이번령으로 후쿠시마현에서 유일했다. 일본어 방언권으로는 센다이벤 지역으로 분류된다. 소마시와 함께 센다이시의 주택 지역으로 여겨지는 경우가 있다. 텔레비전과 라디오 모두 센다이 소재 방송국의 전파 수신이 가능하다.

## 역사
- 1889년 - 후쿠다촌, 신치촌, 고마가미네촌이 탄생하였다.
- 1954년 8월 20일 - 후쿠다촌, 신치촌, 고마가미네촌이 합병해 신치촌이 되었다.
- 1971년 8월 1일 - 신치촌이 정으로 승격해 신치정이 되었다.

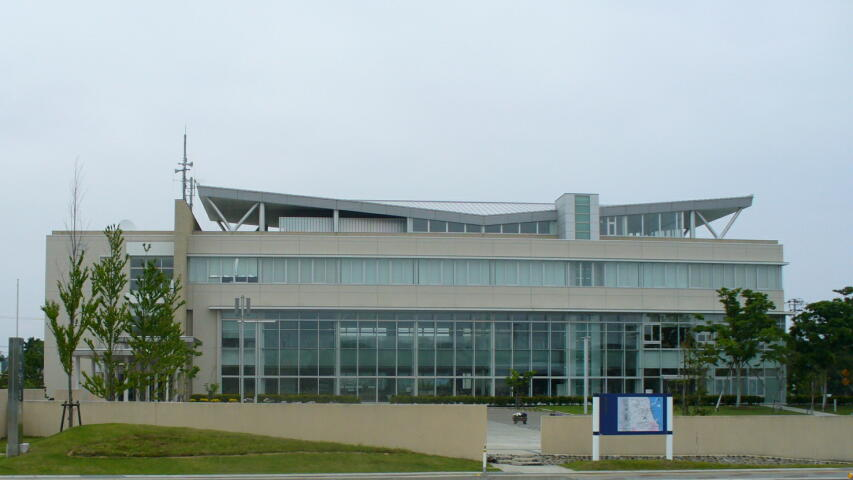
신치정 사무소

## 인구
| 연도 | 인구   | ±%     |
| ---- | ------ | ------ |
| 1920 | 7,799  | —      |
| 1930 | 8,651  | +10.9% |
| 1940 | 8,802  | +1.7%  |
| 1950 | 12,060 | +37.0% |
| 1960 | 10,494 | −13.0% |
| 1970 | 8,646  | −17.6% |
| 1980 | 8,704  | +0.7%  |
| 1990 | 8,904  | +2.3%  |
| 2000 | 9,017  | +1.3%  |
| 2010 | 8,224  | −8.8%  |

## 기후
| 신치정의 기후                                                | 신치정의 기후 | 신치정의 기후 | 신치정의 기후 | 신치정의 기후 | 신치정의 기후 | 신치정의 기후 | 신치정의 기후 | 신치정의 기후 | 신치정의 기후 | 신치정의 기후 | 신치정의 기후 | 신치정의 기후 | 신치정의 기후   |
| 월                                                           | 1월           | 2월           | 3월           | 4월           | 5월           | 6월           | 7월           | 8월           | 9월           | 10월          | 11월          | 12월          | 연간            |
| ------------------------------------------------------------ | ------------- | ------------- | ------------- | ------------- | ------------- | ------------- | ------------- | ------------- | ------------- | ------------- | ------------- | ------------- | --------------- |
| 역대 최고 기온 °C (°F)                                       | 14.9 (58.8)   | 20.8 (69.4)   | 23.2 (73.8)   | 29.9 (85.8)   | 31.1 (88.0)   | 36.0 (96.8)   | 36.8 (98.2)   | 36.2 (97.2)   | 33.4 (92.1)   | 30.2 (86.4)   | 24.8 (76.6)   | 19.0 (66.2)   | 36.8 (98.2)     |
| 일평균 최고 기온 °C (°F)                                     | 6.3 (43.3)    | 6.9 (44.4)    | 10.8 (51.4)   | 15.5 (59.9)   | 20.9 (69.6)   | 22.7 (72.9)   | 26.3 (79.3)   | 28.2 (82.8)   | 25.0 (77.0)   | 19.8 (67.6)   | 14.4 (57.9)   | 8.8 (47.8)    | 17.1 (62.8)     |
| 일일 평균 기온 °C (°F)                                       | 2.5 (36.5)    | 2.8 (37.0)    | 6.3 (43.3)    | 10.7 (51.3)   | 16.1 (61.0)   | 19.0 (66.2)   | 22.9 (73.2)   | 24.7 (76.5)   | 21.4 (70.5)   | 15.9 (60.6)   | 10.2 (50.4)   | 4.8 (40.6)    | 13.1 (55.6)     |
| 일평균 최저 기온 °C (°F)                                     | −1.3 (29.7)   | −1.1 (30.0)   | 1.8 (35.2)    | 6.1 (43.0)    | 11.9 (53.4)   | 16.0 (60.8)   | 20.2 (68.4)   | 21.9 (71.4)   | 18.1 (64.6)   | 11.9 (53.4)   | 5.8 (42.4)    | 0.8 (33.4)    | 9.3 (48.8)      |
| 역대 최저 기온 °C (°F)                                       | −8.0 (17.6)   | −6.9 (19.6)   | −3.8 (25.2)   | −2.1 (28.2)   | 5.1 (41.2)    | 8.8 (47.8)    | 15.1 (59.2)   | 14.7 (58.5)   | 9.9 (49.8)    | 4.6 (40.3)    | −2.6 (27.3)   | −4.7 (23.5)   | −8.0 (17.6)     |
| 평균 강수량 mm (인치)                                        | 49.3 (1.94)   | 28.8 (1.13)   | 92.6 (3.65)   | 97.4 (3.83)   | 109.2 (4.30)  | 130.4 (5.13)  | 164.3 (6.47)  | 129.1 (5.08)  | 236.6 (9.31)  | 212.5 (8.37)  | 38.8 (1.53)   | 31.1 (1.22)   | 1,333.1 (52.48) |
| 평균 강수일수 (≥ 1.0 mm)                                     | 4.4           | 4.6           | 6.7           | 7.9           | 8.3           | 10.7          | 12.9          | 11.8          | 11.7          | 8.9           | 4.6           | 4.7           | 97.2            |
| 출처: 일본 기상청 (평년값: 2011년~2020년, 극값: 2011년~현재) |               |               |               |               |               |               |               |               |               |               |               |               |                 |

## 교통

### 철도
- 동일본 여객철도 조반선

### 도로
- 조반 자동차도
- 국도 6호선
- 국도 113호선

## 자매 도시
- 일본 홋카이도 다테시